# Vasai-Virar
Vasai-Virar (Marathi: वसई-विरार Vasaī-Virār) ist eine Stadt (municipal corporation) im indischen Bundesstaat Maharashtra mit ca. 1,3 Millionen Einwohnern. Sie entstand 2009 durch die Fusion der Städte Vasai, Virar, Navghar-Manikpur und Nalasopara sowie von 53 Dörfern. Vasai-Virar gehört zum Einzugsbereich der Metropole Mumbai (Bombay).

## Lage
Vasai-Virar liegt ca. 50 km nördlich von Mumbai an der Küste des Arabischen Meeres. Das Stadtgebiet erstreckt sich zwischen dem Vasai Creek, einem Mündungsarm des Ulhas-Flusses im Süden, und der Mündung des Vaitarna-Flusses im Norden. Das historische Zentrum von Vasai befindet sich im Süden am Vasai Creek, Virar liegt 16 km weiter nördlich nahe der Mündung des Vaitarna. Zwischen den beiden Orten liegen neu errichtete Wohngebiete. Vasai-Virar gehört zur Metropolregion Mumbai.

## Bevölkerung
Die Stadtbevölkerung setzt sich zusammen aus ca. 77 % Hindus, 9 % Moslems, 8 % Christen sowie jeweils ca. 2 % Buddhisten und Jains; der Rest entfällt auf religiöse Splittergruppen wie Sikhs, Parsen und andere. Wie im Norden Indiens üblich, liegt der Männeranteil um mehr als 10 % höher als der Frauenanteil.

## Wirtschaft
War die Region jahrhundertelang von Fischfang und Landwirtschaft geprägt, so haben sich seit den 1980er Jahren zahlreiche kleinere und mittlere Industrieunternehmen hier angesiedelt.

## Geschichte

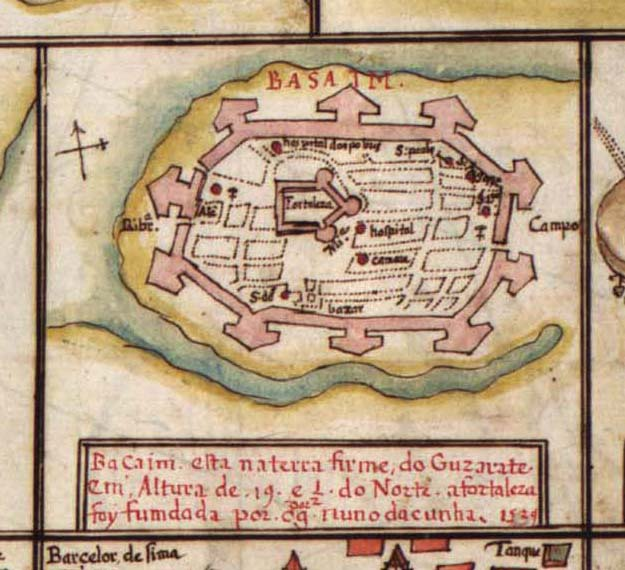
Bassein (um 1630)

Vasai, das früher unter dem Namen Bassein bekannt war, ist eine ehemalige portugiesische Kolonie. Im Jahr 1534 schlossen die Portugiesen hier mit dem Sultanat Gujarat den Vertrag von Bassein, in welchem der Sultan ihnen das Gebiet von Bassein und Bombay abtrat. Zwei Jahre später erbauten die Portugiesen das Fort Bassein. Der Ort blieb zwei Jahrhunderte unter portugiesischer Herrschaft und entwickelte sich zu einem wichtigen Stützpunkt und florierenden Hafen. Im Jahr 1739 jedoch wurde Bassein von den Marathen angegriffen und musste sich nach zweimonatiger Belagerung ergeben. Im Ersten Marathenkrieg eroberten die Briten im Jahr 1780 die Stadt, traten sie aber zwei Jahre später wieder an die Marathen ab. 1802 wurde in Bassein der zweite Vertrag von Bassein zwischen den Briten und den Marathen geschlossen. Als Ergebnis des Dritten Marathenkrieges wurde Bassein im Jahr 1818 schließlich endgültig britisch und wurde dem Distrikt Thane der Präsidentschaft Bombay zugeschlagen. Durch den Aufstieg Bombays verlor Bassein an Bedeutung und fiel zu einem unbedeutenden Küstenort zurück.
Nach der indischen Unabhängigkeit 1947 kamen Vasai und Virar 1960 an den Bundesstaat Maharashtra. Durch die Expansion der Metropole Mumbai erlebte das Gebiet von Vasai und Virar ab dem späten 20. Jahrhundert ein starkes Bevölkerungswachstum. Am 3. Juli 2009 wurde die Stadt Vasai-Virar (Vasai-Virar Municipal Corporation) durch die Zusammenlegung der vier Städte Vasai, Virar, Navghar-Manikpur und Nalasopara und unter Einbeziehung von 53 Dörfern gebildet. Nach Protesten der Dorfbewohner wurden im Jahr 2011 wieder 29 Dörfer aus dem Verbund Vasai-Virar gelöst. Mit der Teilung der Distrikts Thane am 1. August 2014 kam Vasai-Virar zum neuen Distrikt Palghar.

## Sehenswürdigkeiten
Die Ruinen des alten portugiesischen Forts von Bassain und die Strände sind die Hauptattraktionen der schnellwachsenden Industriestadt.

## Söhne und Töchter der Stadt
- Ivan Pereira (* 1964), Bischof von Jammu-Srinagar